# 군산 구 조선운송주식회사 사택
군산 구 조선운송주식회사 사택은 대한민국 전북특별자치도 군산시 금동에 있는 건축물이다. 2018년 8월 6일 대한민국의 국가등록문화재 제725호로 지정되었다.

## 개요
개인 주택으로 지어진 건축물이지만 이후 조선운송에 매입되어 활용되면서 우리나라 물류, 유통업의 대표 기업과 관련된 역사를 갖고 있는 중규모의 주택 건축물로서 세부적인 표현 기법이 잘 남아있다.

## 참고 자료
- 군산 구 조선운송주식회사 사택 - 국가유산청 국가유산포털